# Поденцана
Поденцана (итал. Podenzana) је насеље у Италији у округу Маса-Карара, региону Тоскана.
Према процени из 2011. у насељу је живело 1819 становника. Насеље се налази на надморској висини од 276 м.

## Становништво
Према резултатима пописа становништва 2011. у општини је живело 1.936 становника.
| 1931. | 1936. | 1951. | 1961. | 1971. | 1981. | 1991. | 2001. | 2011. |
| ----- | ----- | ----- | ----- | ----- | ----- | ----- | ----- | ----- |
| 2.011 | 2.043 | 1.790 | 1.571 | 1.302 | 1.931 | 1.661 | 1.819 | 1.936 |